# ГП-34
ГП-34 (Індекс ГРАУ — 6Г34) — 40-мм підствольний гранатомет розробки конструкторського бюро «Іжевського машинобудівного заводу» холдингу Калашников.

## Історія
Підствольний гранатомет ГП-34 був розроблений на базі армійського гранатомета ГП-30 «Обувка» на початку 2000-х років у конструкторському бюро «Іжмаша».
Керував групою розробників головний конструктор зі стрілецької зброї Микола Бєзбородов. Новий гранатомет (перший і єдиний, розроблений на «Іжмаші») розроблений як конкурент тульському ГП-30М «Обувка» і призначений для установки на повнорозмірні автомати Калашникова: АК-74М, сучасну «соту серію», АН-94 «Абакан», АЕК-971, а також на новий АК-12.
40 мм підствольний гранатомет ГП-34 виготовляється в Іжевську на ВАТ «Концерн „Калашников“». Перебуває на озброєнні збройних сил, військ Росгвардії та МВС Росії, а також експортується.

## Опис
ГП-34 конструктивно повторює свого попередника — ГП-30, прийнятого на озброєння у 1989 році. Модернізація гранатомета мала на меті підвищити надійність і безпеку конструкції. Так, завдяки змінам, внесеним в ударно-спусковий механізм, було усунуто можливість осічок. Покращено екстрактор гранат (забезпечує надійну роботу при забрудненні та екстремальних температурах), крім того, введено додатковий механізм, що забезпечує безпеку при зарядженні гранати. Внесено зміни до прицільних пристроїв: було введено механізм поправок на деривацію, а сам приціл розташовано праворуч. Для стрільби з ГП-34 використовуються 40-мм гранати (постріли) різного призначення. Основними боєприпасами є ВОГ-25 та ВОГ-25М з осколковими гранатами; ВОГ-25П і ВОГ-25ПМ з осколковими «стрибучими» гранатами. ГП-34 застосовується з автоматами калібрів 5.45, 5.56 та 7.62 мм виробництва ВАТ «Концерн „Іжмаш“»: АК, АКМ, АКМС, АК-74, АКС-74, АК-74М, АК-101, АК-103, АН-94 та АК-12.

## Характеристики
- Калібр: 40 мм
- Постріл: ВОГ-25М, ВОГ-25ПМ
- Довжина зброї, мм: 315
- Довжина ствола, мм: н/д
- Маса без патронів, кг: 1,4 кг
- Технічна скорострільність, п/хв: 20
- Прицільна дальність стрільби, м: 400
- Початкова швидкість гранати, м/с: 76,5
- Місткість магазина, пострілів: однозарядний

## Бойове використання

### Російське вторгнення в Україну
Головне управління розвідки Міністерства оборони України, після знищення колони Росгвардії поблизу селища Димер, Київської області, виявило, що військовослужбовці 748 окремого батальйону оперативного призначення військ Росгвардії (м. Хабаровськ) були, озброєні, зокрема, підствольними гранатометами ГП-34.